# Bratian
Bratian (Duits: Bratyan) is een dorp in de Poolse woiwodschap Ermland-Mazurië. De plaats maakt deel uit van de gemeente Nowe Miasto Lubawskie en telt 1600 inwoners.